# پرسش از تکنولوژی

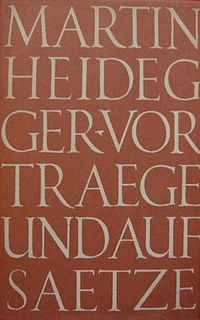
پرسش تکنولوژی

پرسش از تکنولوژی یا پرسشی در باب تکنولوژی (به آلمانی: Die Frage nach der Technik) یکی از آثار برجسته مارتین هایدگر است.

## محتوا
هایدگر این موضوع را مطرح می‌کند که تکنولوژی همان یک شیوه خاص ارتباط با چیزهاست. پس تکنولوژی یک وسیله نیست بلکه شیوه‌ای خاص از آشکار کردن چیزها است و بنابراین با مقوله حقیقت مرتبط است. تکنولوژی مدرن با میل به سروری بر چیزها رخصت عیان شدن آنها -آن گونه که هستند- را از آن‌ها سلب می‌کند؛ لذا استیلای تکنولوژی بر چیزها باعث خروج‌شان از آنچه هستند و نه خروج آن‌ها از خفا شده‌است.
هایدگر در این مقاله به خوبی ادعا می¬کند که ماهیت تکنولوژی مدرن این است که طبیعت (و انسان) را به عنوان یک منبع جلوه می¬دهد. (هایدگر، 1977) نیروگاه برق آبی مدرن که در کنار رودخانه راین قرار دارد، مثال اصلی هایدگر در این مقاله است. به گفتۀ هایدگر، این نیروگاه رودخانه را به «تامین کنندۀ انرژی آب» تبدیل می‌کند، برخلاف پُلِ چوبی قدیمی روی رودخانۀ راین که به رودخانه اجازه می‌دهد یک رودخانه باشد و نه فقط یک منبع انرژی. 